# Iliass Bouzit
Iliass Bouzit, né le 7 avril 1995 à Amsterdam (Pays-Bas), est un joueur international néerlandais de futsal devenu international marocain en 2022.

## Biographie

### En club
Iliass Bouzit naît à Amsterdam aux Pays-Bas dans une famille d'origine marocaine. Iliass grandit dans le quartier De Pijp et intègre à son plus jeune âge le club de l'ASV Lebo, puis le ZVV 't Knooppunt,.
Le 9 novembre 2017, il est nommé pour le Prix Talent Amstellodamois de l'année.
En 2018, il est transféré au FC Marlène.
En 2021, il s'engage à l'Hovocubo.

### En sélection
Le 6 décembre 2016, il commence officiellement sa carrière internationale avec les Pays-Bas dans un match face à la Croatie (défaite, 2-5).
Le 17 janvier 2022, il change sa nationalité sportive en marocaine et décide officiellement de représenter l'équipe du Maroc. Il y dispute seulement deux matchs amicaux avant de retourner avec les Pays-Bas.

## Palmarès
- 2017 : Nommé pour le titre Talent Amstellodamois de l'année